# Neoplocaederus ferrugineus
Neoplocaederus ferrugineus är en skalbaggsart som först beskrevs av Linne 1758.  Neoplocaederus ferrugineus ingår i släktet Neoplocaederus och familjen långhorningar. Inga underarter finns listade i Catalogue of Life.